# MIVB-STIB

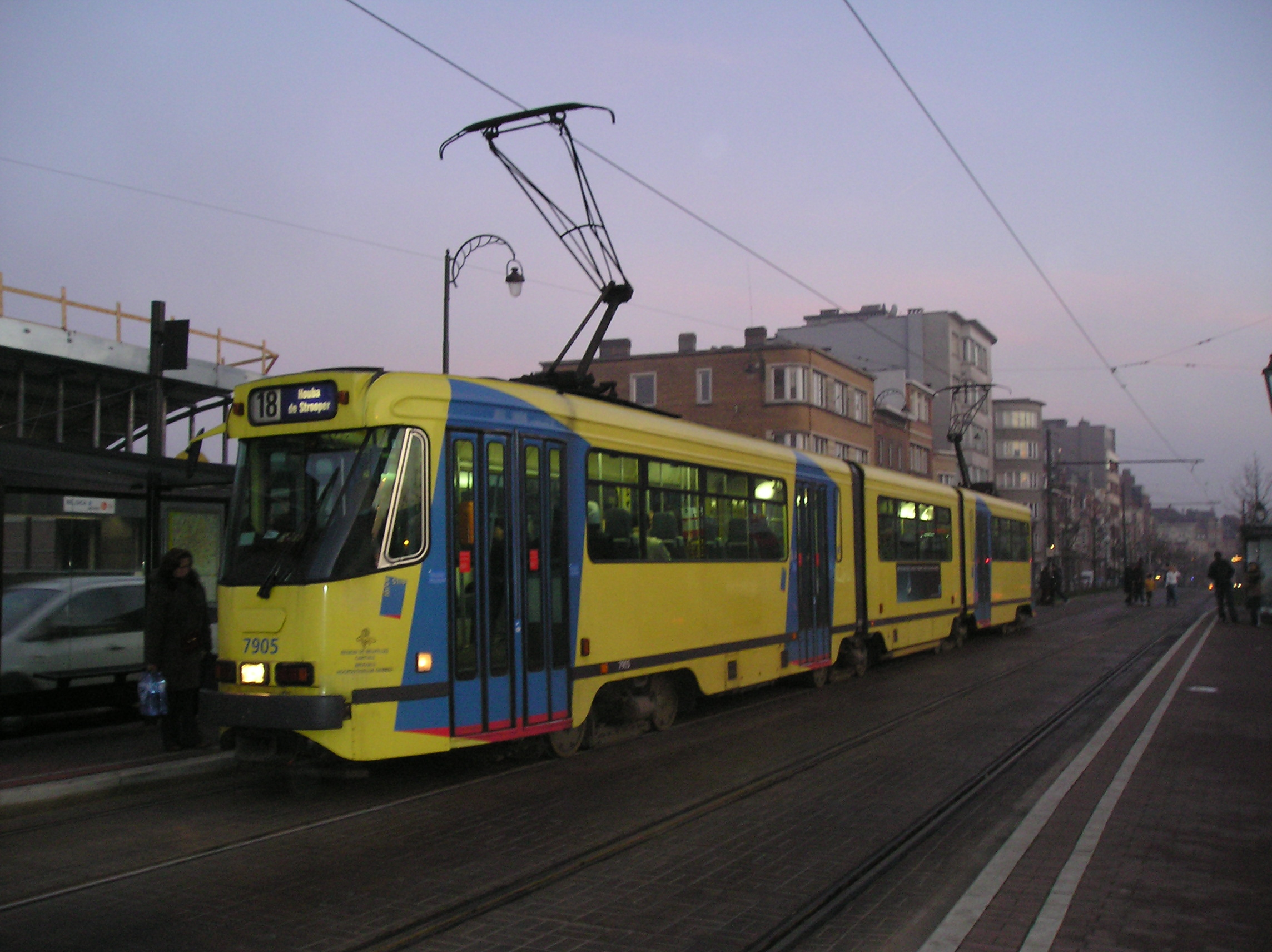
Tramvai pe linia 18 (Houba De Strooper).

Maatschappij voor het Intercommunaal Vervoer te Brussel sau Société des Transports Intercommunaux Bruxellois, având sigla MIVB-STIB, în traducere: Societatea Transporturilor Intercomunale la Bruxelles, e o întreprindere de transport public parastatal între cele 19 comune din Regiunea Capitalei Bruxelles.
Întemeiată în 1954, societatea folosește 3 linii de metrou (39 km), 17 linii de tramvai (128,3 km) și 45 de linii de autobuz (348,8 km). Rețeaua, la anumite capete, merge până în cele două regiuni vecine.
MIVB-STIB e frecventată de 700.000 de călători pe zi.
O dată la cinci ani, societatea face un contract de gestiune cu regiunea. Din punct de vedere strategic, MIVB-STIB e consilieră a regiunii. Din punct de vedere tactic și operațional, ea e destul de autonomă. Totuși regiunea trebuie să-și dea părerea cu privire la măririle de prețuri și la modificările de rețea.
Biletele MIVB-STIB sunt valabile, în cadrul regiunii, de asemenea pe rețelele de cale ferată, autobuse De Lijn și TEC.
Principalele bilete sunt cele de una, cinci, zece călătorii, precum și biletul de o zi. Există și abonamente, atât pentru MIVB-STIB, cât și pentru ansamblu. Copiii sub 12 ani, precum și bătrânii de peste 65 au dreptul la un abonament gratuit. Pentru tinerii între 12 și 18 ani, pentru studenți, pentru bătrânii între 60 si 65 de ani, există tarife reduse.

## Linia 54
Linia 54 e o linie de autobuz a societății. Ea leagă Machelen de Forest, și e și cea mai lungă linie a MIVB-STIB.
- fr  Bach pour chasser les jeunes du métro ?